# Gary Madderom
Gary Madderom, född 17 juli 1937 i Peoria, Illinois, USA, död 5 januari 2005 i Alexandria, Virginia, USA, var en amerikansk kriminalförfattare.

## Biografi
Efter studier vid Lake Forest College avlade Madderom filosofie kandidatexamen i ekonomi och arbetade sedan med marknadsföring hos förlagen McGraw-Hill, Macmillan Co, Macmillan International och Warren Publishing. Som författare skrev han två kriminalromaner.